# Three Hearts in the Happy Ending Machine
Three Hearts in the Happy Ending Machine di Daryl Hall è un album del cantautore statunitense Daryl Hall, pubblicato nell'agosto 1986.

## Descrizione
L'album è pubblicato dalla RCA su LP, musicassetta e CD. L'interprete firma interamente 5 brani e partecipa alla stesura degli altri 5.
Dal disco vengono tratti i singoli Dreamtime, Foolish Pride e Someone Like You.

## Tracce

### Lato A
1. Dreamtime
2. Only a Vision
3. I Wasn't Born Yesterday
4. Someone Like You
5. Next Step

### Lato B
1. For You
2. Foolish Pride
3. Right as Rain
4. Let It Out
5. What's Gonna Happen to Us